# Bermellar
Bermellar es un municipio y localidad española de la provincia de Salamanca, en la comunidad autónoma de Castilla y León. Se integra dentro de la comarca de Vitigudino y la subcomarca de El Abadengo. Pertenece al partido judicial de Vitigudino.
Su término municipal está formado por un solo núcleo de población, ocupa una superficie total de 28,46 km² y según los datos demográficos recogidos en el padrón municipal elaborado por el INE en 2017, cuenta con una población de 136 habitantes.

## Toponimia
El origen del topónimo Bermellar se hallaría, según la teoría del profesor Antonio Llorente Maldonado, en el color rojizo de la tierra donde se asienta («bermeyu» en lengua leonesa). Sin embargo en opinión de Pascual Riesco Chueca sería equivalente a los antiguos topónimos portugueses «Marmelar» (siglo XIII) o «Marmelal» (1265), que aluden al árbol del «membrillo» («la marmiellal» en lengua leonesa, del latín «melĭmēllum»), y podría compararse también con los nombres de lugar burgaleses Marmellar de Abajo y Marmellar de Arriba. Este último aparece documentado en 950 como «Malmellare», confirmando así su relación con «melĭmēllum». Cabe citar además el nombre del despoblado de «Marmellar», también en la provincia de Burgos, documentado con idéntica forma en 1011. Como refuerzo de esta hipótesis, puede mencionarse el hecho de que en 1421, es indicado en Ciudad Rodrigo un Benito Pérez de «Mermellar», probablemente originario del pueblo.

## Geografía
Bermellar se encuentra situado en el noroeste salmantino. Dista 90 km de Salamanca capital. 
Se integra dentro de la comarca de El Abadengo. Pertenece a la Mancomunidad El Abadengo y al partido judicial de Vitigudino.
Su término municipal se encuentra dentro del parque natural de Arribes del Duero, un espacio natural protegido de gran atractivo turístico.
| Noroeste: Saucelle       | Norte: Barruecopardo | Noreste: Saldeana          |
| Oeste: Hinojosa de Duero |                      | Este: Cerralbo             |
| Suroeste: Lumbrales      | Sur: Lumbrales       | Sureste: Olmedo de Camaces |

El terreno es quebrado y rocoso, con microclimas donde próspera un tipo de vegetación mediterráneo en unas laderas y atlántico en otras, poblado por fauna de gran interés ecológico. La práctica totalidad del territorio es parque natural de Arribes del Duero, cabría destacar por su importante valor paisajístico y ecológico Las Arribes de Bermellar en los impresionantes cañones que ha forjado con el paso del tiempo el río Huebra. 
En el término, y sobre todo en el nombradas arribes, se pueden contemplar una gran variedad de aves, entre otra fauna, la mayoría de ellas protegidas por su singuralidad como es el caso de la cigüeña negra, alimoche común, búho real, águila real, águila perdicera, milano real y halcón peregrino. Menos insólitas, destacan las poblaciones de chova piquirroja y cigüeña blanca.
Las características de la población hacen que tenga un importante valor turístico que ha provocado un incipiente nacimiento de negocios de turismo rural aunque la mayoría de sus recursos se encuentran aún sin explotar.

## Historia
Ya desde antiguo la primitiva población celta levantó una fortaleza sobre el río Huebra, el castro de Saldañuela, de la que aún subsisten interesantes vestigios. La posterior llegada de los romanos impondría nuevas directrices y formas de vida a las comunidades autóctonas. Bermellar conocería, así, el paso de la antigüedad.
En el siglo XII pasó a depender, junto al resto del Abadengo, de la Orden del Temple por orden del rey Fernando II de León, situación que se prolongó hasta la desaparición en 1311 de dicha Orden por mandato papal, pasando a depender entonces Bermellar del Obispo de Ciudad Rodrigo, de quien dependió hasta la abolición de los señoríos en el siglo XIX. Con la división territorial de España de 1833 en la que se crean las actuales provincias, Bermellar queda encuadrado dentro de la Región Leonesa, formada por las provincias de León, Zamora y Salamanca, de carácter meramente clasificatorio, sin operatividad administrativa, que a grandes rasgos vendría a recoger la antigua demarcación del Reino de León (sin Galicia ni Asturias ni Extremadura), pasando a formar parte del partido judicial de Vitigudino en 1844.

## Demografía
Bermellar cuenta con una población de 131 habitantes (INE 2024).
| Gráfica de evolución demográfica de Bermellar entre 1842 y 2021                                                     |
| |
| Población de derecho según los censos de población del INE Población de hecho según los censos de población del INE |

Según el Instituto Nacional de Estadística, Bermellar tenía, a 31 de diciembre de 2018, una población total de 132 habitantes, de los cuales 66 eran hombres y 66 mujeres. Respecto al año 2000, el censo refleja 222 habitantes, de los cuales 109 eran hombres y 113 mujeres. Por lo tanto, la pérdida de población en el municipio para el periodo 2000-2018 ha sido de 90 habitantes, un 41% de descenso. Las cifras oficiales del padrón del año 2023 son de 131 habitantes, 67 hombres y 64 mujeres.

## Administración y política
| Partido político                         | 2023  | 2023  | 2023       | 2019  | 2019  | 2019       | 2015  | 2015  | 2015       | 2011  | 2011  | 2011       | 2007  | 2007  | 2007       | 2003  | 2003  | 2003       |
| Partido político                         | %     | Votos | Concejales | %     | Votos | Concejales | %     | Votos | Concejales | %     | Votos | Concejales | %     | Votos | Concejales | %     | Votos | Concejales |
| Partido Socialista Obrero Español (PSOE) | 64,86 | 72    | 4          | 50,43 | 59    | 3          | 54,17 | 78    | 2          | 50,00 | 78    | 2          | 56,79 | 92    | 2          | 45,06 | 73    | 1          |
| Partido Popular (PP)                     | 35,13 | 39    | 1          | 47,86 | 56    | 2          | 30,56 | 44    | 1          | 44,87 | 70    | 2          | 41,98 | 68    | 1          | 53,70 | 87    | 4          |
| Ciudadanos (CS)                          | —     | —     | —          | —     | —     | —          | 50,69 | 73    | 2          | —     | —     | —          | —     | —     | —          | —     | —     | —          |
| Coalición SI por Salamanca (SI)          | —     | —     | —          | —     | —     | —          | —     | —     | —          | 47,44 | 74    | 1          | —     | —     | —          | —     | —     | —          |
| Unión del Pueblo Salmantino (UPSa)       | —     | —     | —          | —     | —     | —          | —     | —     | —          | —     | —     | —          | 57,41 | 93    | 2          | —     | —     | —          |

El alcalde de Bermellar no recibe ningún tipo de prestación económica por su trabajo al frente del ayuntamiento (2017).

## Patrimonio
- Iglesia parroquial de Santa María Magdalena.
- Ermita del Santo Cristo.
- Castro de Saldañuela.

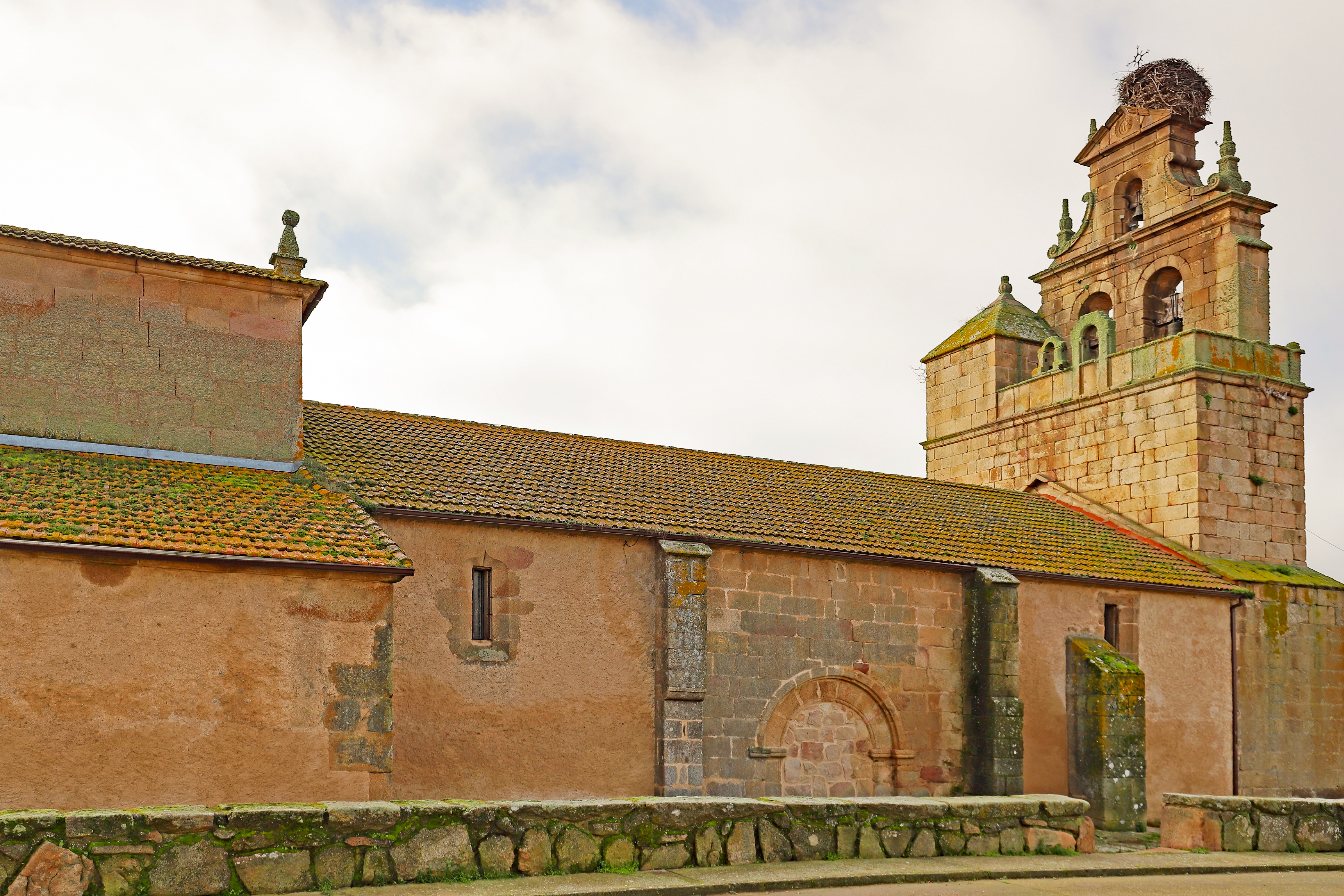
Iglesia parroquial
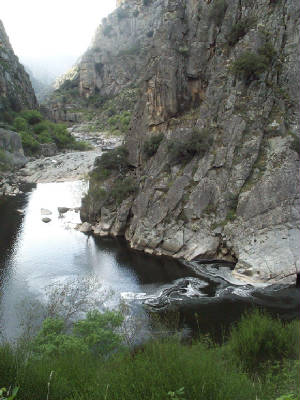
Arribes
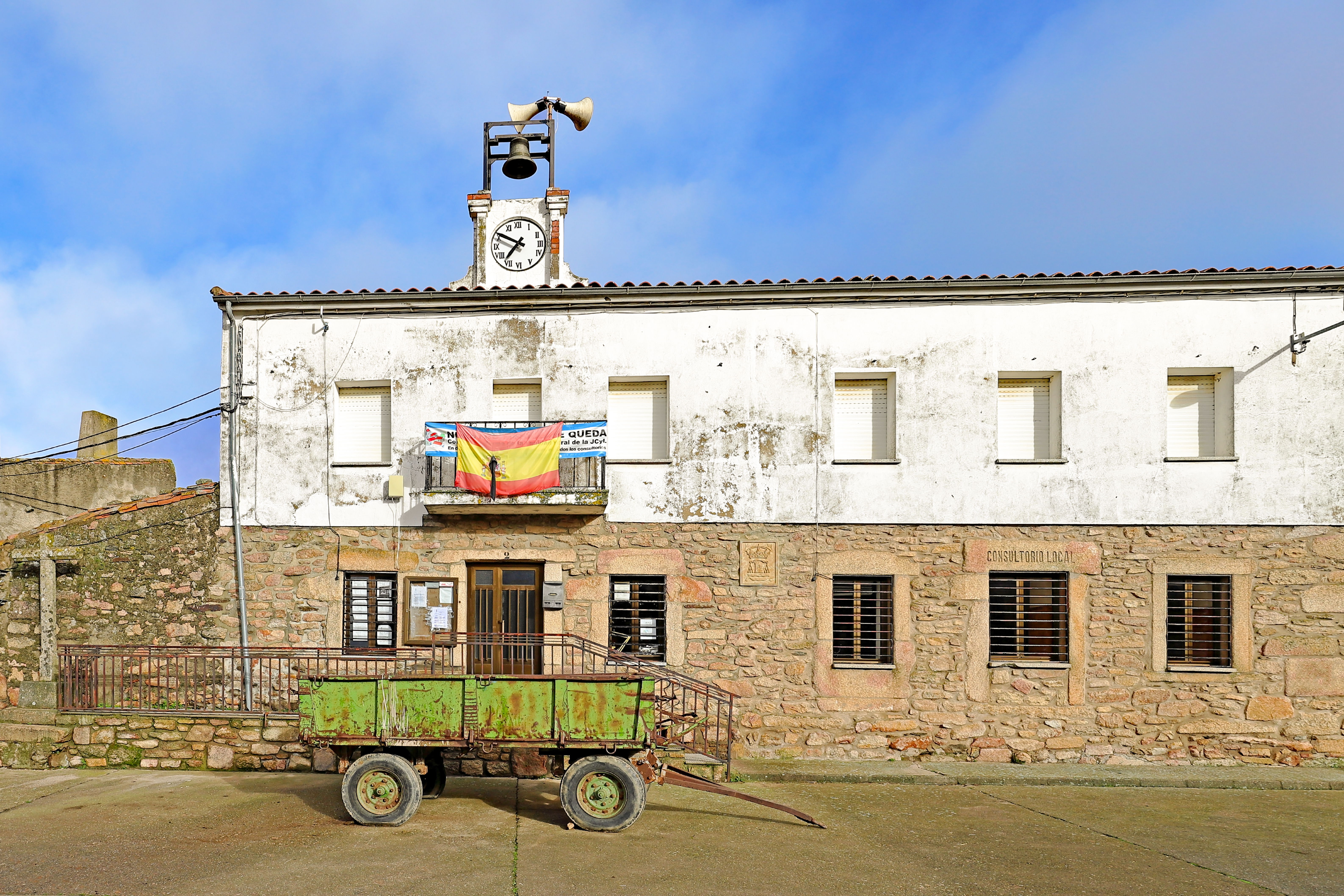
Casa consistorial
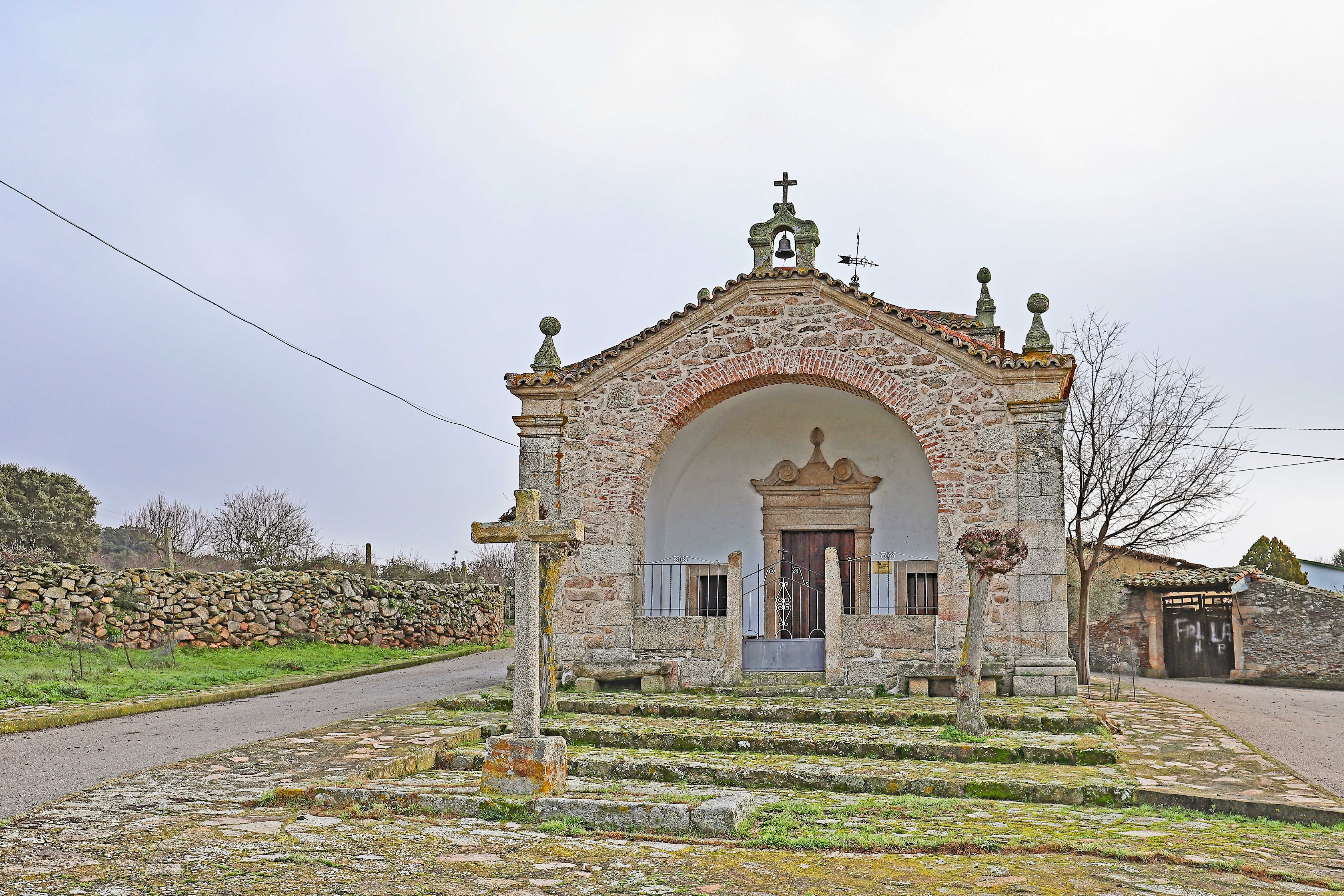
Ermita del Santo Cristo
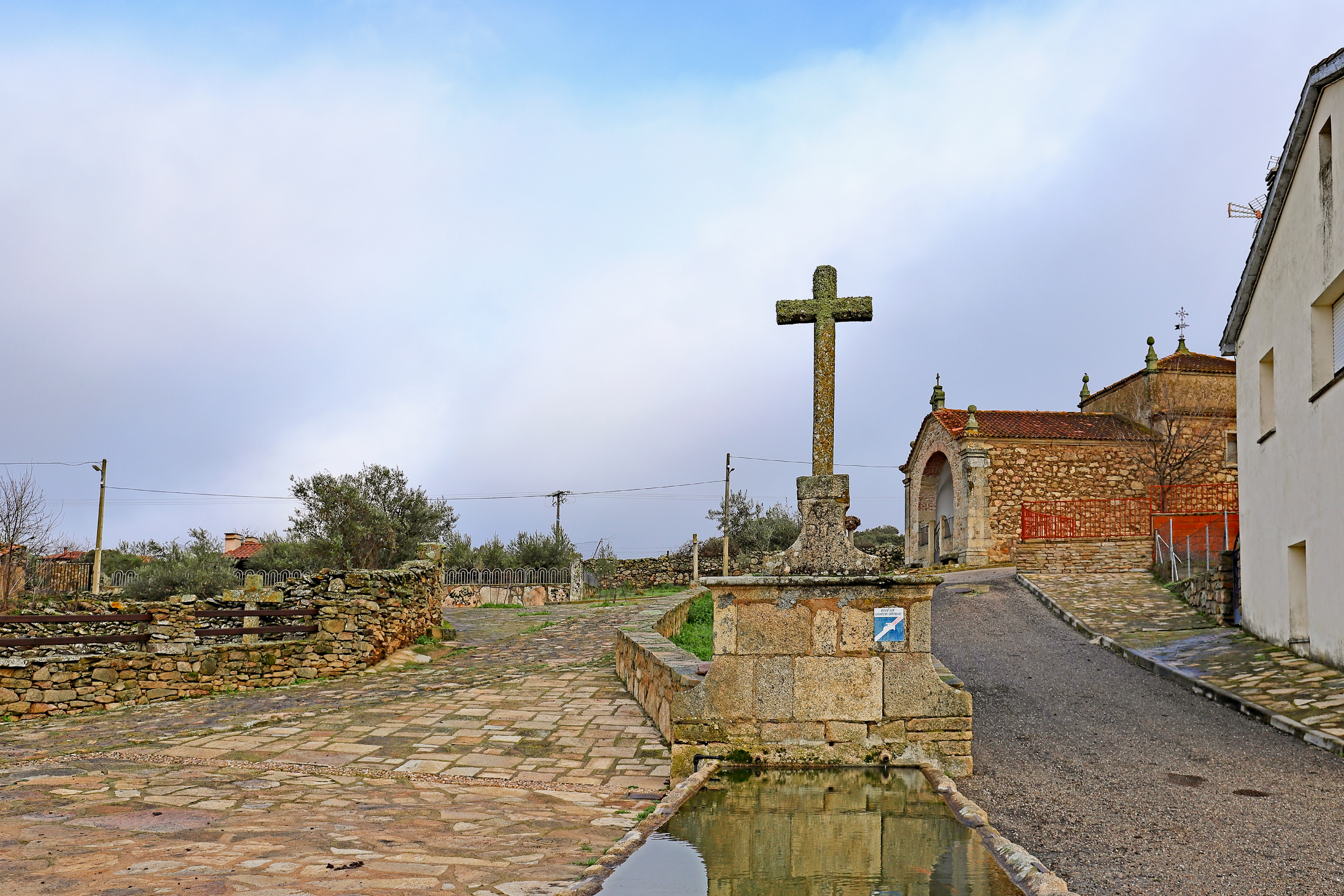
Crucero
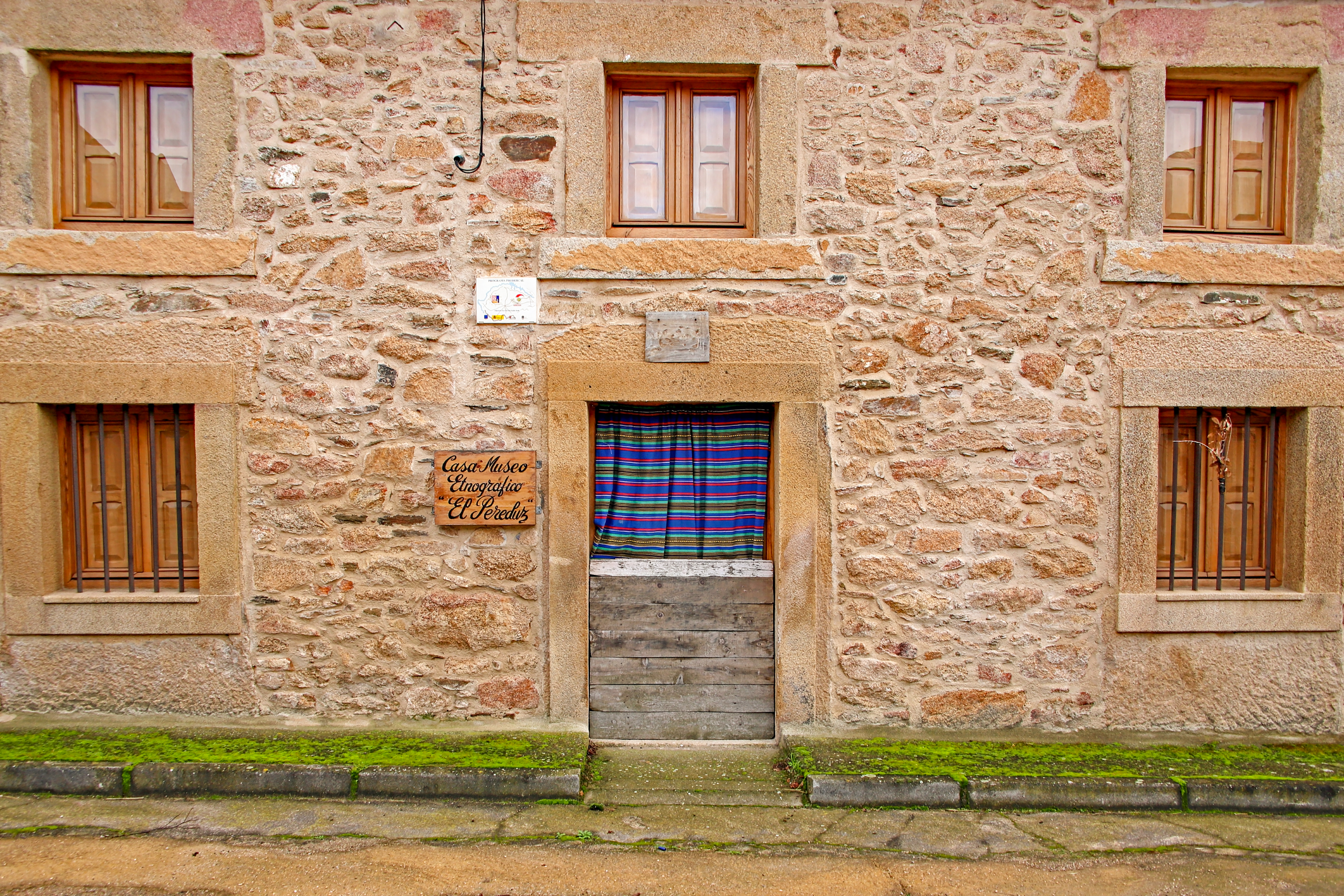
Museo etnográfico
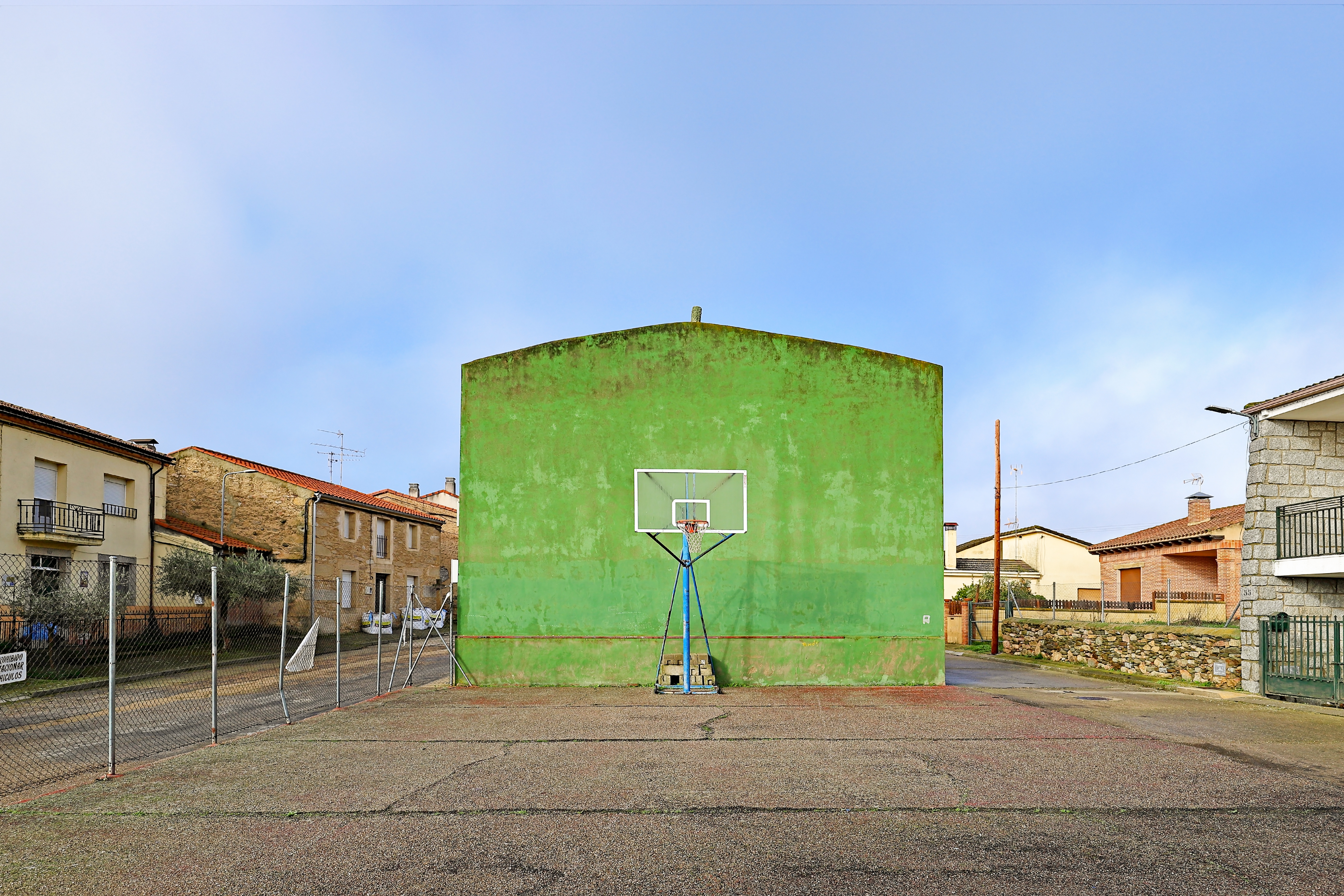
Frontón
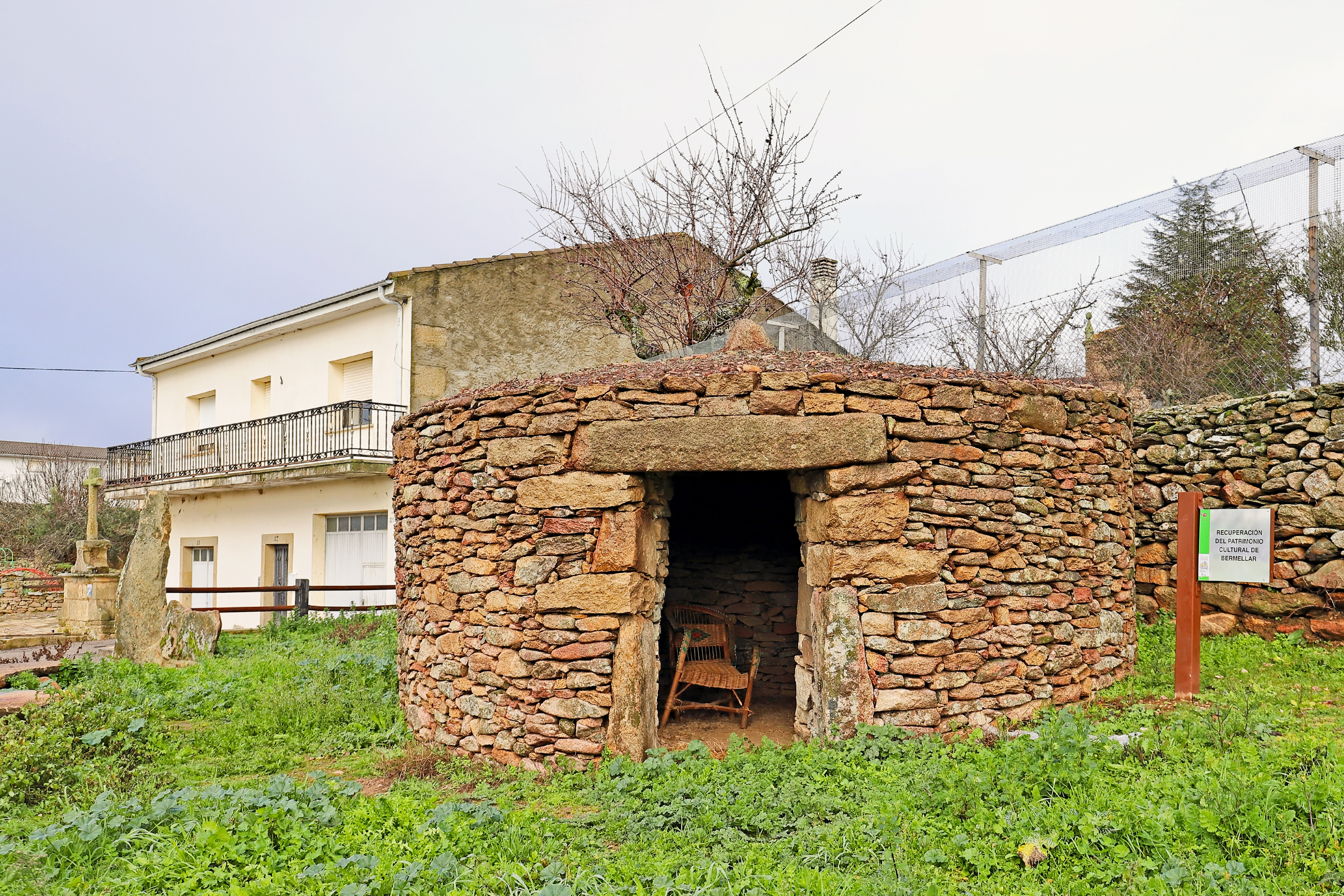
Construcción tradicional